# IEEE 802.11w-2009
IEEE 802.11w-2009 — поправка до стандарту IEEE 802.11, метою якої є підвищення рівня безпеки власних кадрів управління.

## Захищені кадри управління
Поточний стандарт 802.11 визначає типи "кадрів" для використання з метою управління і контролю бездротовими з'єднаннями. IEEE 802.11w є стандартом захищених кадрів управління для родини стандартів IEEE 802.11. TGw працює над покращенням рівня Medium Access Control стандарту IEEE 802.11. Метою даного стандарту є підвищити безпеку шляхом конфіденційної пересилки даних кадрів управління, механізмів, що забезпечують цілісність даних та їхню автентичність. Дані розширення будуть взаємодіяти з IEEE 802.11r та IEEE 802.11u
Бездротові мережі надсилають службову інформацію у незахищених кадрах, що робить їх вразливими. Цей стандарт захищає її від зовнішнього втручання шкідливими системами, які навмисне надсилають запити на дизасоціацію.